# Frank Coppuck
Frank Coppuck (ur. w Anglii) – brytyjski projektant samochodów wyścigowych.

## Życiorys
Frank Coppuck jest synem Gordona Coppucka. Zaczął pracować w wyścigach samochodowych i po ukończeniu uniwersytetu w Kingstone i otrzymaniu licencji inżyniera lotniczego i mechanicznego otrzymał pracę w Royal Aircraft Establishment w Farnborough. W 1979 roku przeniósł się do British Aerospace w Weybridge.
Jego kariera w wyścigach samochodowych rozpoczęła się w 1985 roku, kiedy został zatrudniony w FORCE Lola, jednak kiedy zespół został zamknięty w 1986 roku przeniósł się do Formuły 1 do zespołu Tyrrell Racing, gdzie pracował jako projektant i inżynier wyścigowy. W marcu krótko pracował w amerykańskiej serii IndyCar w zespole Alfa Romeo. Po powrocie do Formuły 1 zastąpił Mike'a Coughlana w zespole Team Lotus, zbiegło się to z przejęciem zespołu przez Petera Collinsa i Petera Wrighta, Coppuck zaprojektował bolid Lotus 103.
Pod koniec 1991 roku Coppuck przeniósł się do Stanów Zjednoczonych by pracować w serii CART w zespole Dick Simon Racing. W tym samym roku wrócił do Wielkiej Brytanii i został dyrektorem technicznym w TOM'S GB i pracował z Johnem Barnardem. Kiedy Toyota ogłosiła, że nie zadebiutuje w Formule 1 Coppuck dołączył do zespołu Pacific Grand Prix, gdzie był głównym projektantem bolidu Pacific PR02. Pod koniec 1995 roku przeniósł się do Benettona, gdzie pracował przez rok i powrócił do TOM'S GB. Przeniósł się do McLarena, gdzie pracował nad programem McLaren GT.